# Lev Chtcherba
Pour les articles homonymes, voir Shcherba.
Lev Vladimirovitch Chtcherba (en russe : Лев Влади́мирович Ще́рба), né le 20 février 1880 (3 mars dans le calendrier grégorien), décédé le 26 décembre 1944, est un linguiste et lexicographe russe, spécialiste de phonétique et phonologie.

## Biographie
Fils d’un ingénieur, Chtcherba est né le 3 mars 1880 à Igoumen dans la province de Minsk.
Il est élève à Kiev, obtenant son diplôme en 1898, et étudie à la faculté des Sciences à l’université de Kiev avant de rejoindre la faculté d’Histoire et de Philologie de l’université impériale de Saint-Pétersbourg. Il étudie sous Jan Niecisław Baudouin de Courtenay et obtient son diplôme en 1903. Il enseigne ensuite le russe. De 1906 à 1909, il travaille à Leipzig, à Paris et Prague, étudiant différent langues slaves et romanes. En 1907, il travaille dans le laboratoire de phonétique expérimentale de Jean-Pierre Rousselot à Paris.
En 1909, il devient assistant-professeur.
En 1912, il obtient une maîtrise et en 1915 il défend sa thèse de doctorat.
De 1916 à 1941, il est professeur à l’université d’État de Saint-Pétersbourg.
En 1924, il devient membre honoraire de l’Association phonétique internationale.
En 1925, il devient membre-correspondant de l’Académie des sciences de Russie, et académicien en 1943.
Il passe les dernières années de sa vie et meurt à Moscou.